# Leucochlaena rhodina
Leucochlaena rhodina là một loài bướm đêm trong họ Noctuidae.